# Val-d’Illiez
Val-d’Illiez je obec v západní (frankofonní) části Švýcarska, v kantonu Valais. Žije zde přibližně 2 000 obyvatel.

## Geografie
Obec se nachází v údolí Val d’Illiez na řece Vièze, západním přítoku Rhôny. Politická obec Val-d’Illiez zahrnuje kromě obce Val-d’Illiez také dvě vesnice Les Crosets a Champoussin, které jsou od ní značně vzdálené. Obec sousedí na severu s Troistorrents, na východě s Vérossazem, na jihovýchodě se Saint-Maurice, na jiho-jihovýchodě s Evionnazem, na jihu s Champéry, na západě s francouzskou obcí Châtel (département Horní Savojsko) a na severoseverozápadě s exklávou obce Monthey.

## Historie

Letecký pohled na údolí Val d’Illiez (1964)

Oblast Val d’Illiez patřila k panství Illiez, které se v 15. století stalo savojským panstvím. Po dobytí dolního Valais jednotkami horního Valais se v roce 1536 stal součástí panství Monthey. Od roku 1798 patřilo Val d’Illiez k okresu Monthey. Obyvatelé údolí podporovali povstání v roce 1790 a povstání Pierra-Maurice Rey-Belleta (známého také jako Gros-Bellet), ale jako konzervativci se v letech 1840 a 1844 během bojů u Trenta obrátili proti hnutí Mladé Švýcarsko; jako odvetu museli snášet dvě obléhání, jedno v roce 1840 a druhé v roce 1847 po porážce v Sonderbundské válce. V roce 1839 se Val d’Illiez a Champéry, které do té doby tvořily jednu obec, politicky oddělily.
Původně Val d’Illiez pravděpodobně patřilo k farnosti Collombey. V roce 1725 získalo Champéry faráře a v roce 1854 se stalo farností. První kostel, pocházející pravděpodobně z 12. století, byl nahrazen novou stavbou v roce 1434, patronátní právo svatého Mořice se připomíná od roku 1445; nový kostel byl postaven v roce 1687. V roce 1997 byla v Champoussin postavena kaple. Ještě v 19. století se obyvatelé věnovali zemědělství (pěstování obilí, zeleniny, chov dobytka). Od roku 1865 vedla do Val d’Illiez silnice; obec také využívala železniční trať z Monthey do Morgins, která byla otevřena v roce 1908 a v roce 1946 se spojila s železnicí Aigle–Monthey. Střediska zimních sportů Les Crosets a Champoussin jsou součástí lyžařské oblasti Portes du Soleil. Tato infrastruktura přispěla k rozvoji cestovního ruchu (v obci je více než 6000 lůžek) stejně jako termální lázně, které existují od roku 1983 a jejichž horký pramen vytryskl na povrch během zemětřesení v roce 1953.

## Obyvatelstvo
| Rok            | 1850 | 1900 | 1950 | 2000 | 2010 | 2011 | 2012 | 2013 | 2014 | 2015 | 2016 |
| Počet obyvatel | 835  | 931  | 1007 | 1428 | 1718 | 1763 | 1802 | 1793 | 1843 | 1875 | 1902 |

## Doprava

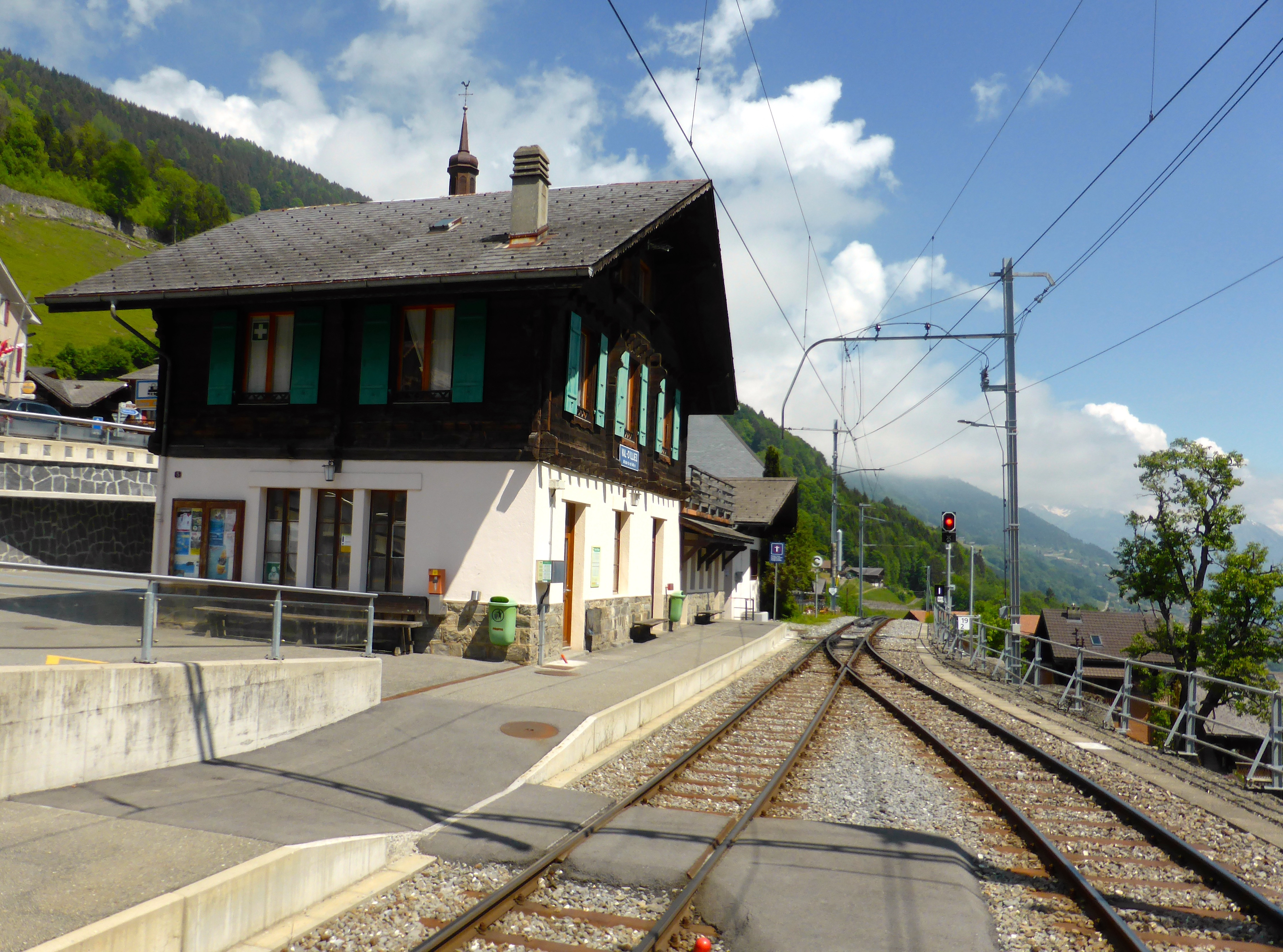
Železniční stanice Val d’Illiez

Obec leží na vedlejší silnici, která vede z Monthey do Champéry. Po ní je provozována Postbusová doprava, spojující mimo jiné centrum obce s horskými středisky Les Crosets a Champoussin.
Stanice Val d’Illiez leží na trati úzkorozchodné železnice Chemin de fer Aigle–Ollon–Monthey–Champéry (AOMC). Dalšími zastávkami na území obce jsou Fayot, En Charmet a La Cour.

## Osobnosti
- Corinne Rey-Bellet (1972–2006), švýcarská lyžařka